# Funkbake
Eine Funkbake ist eine ortsfeste Navigationsfunkstelle des internationalen Navigationsfunkdienstes oder eine mobile Funkstelle eines mobilen Funkdienstes,
- die eine Suche und Rettung unterstützt,
- die zur Navigation dient oder
- mit deren Hilfe die Ausbreitung von Funkwellen gemessen werden kann.

In der Seefahrt und Luftfahrt wird die Funkbake mit dem englischen Ausdruck radio beacon (RBN) bezeichnet. Im Schienenverkehr werden Funkbaken als Balise bezeichnet.
Es gibt auch Funkbaken als Bestandteile industrieller oder privater Einrichtungen im Freien und in Gebäuden.

## Anwendungsbereiche

### Navigation
Die Funkbaken wurden als Ergänzung optischer Seezeichen eingeführt. Heute sind sie für die Navigation in allen Verkehrsarten üblich. Funkbaken stehen an bekannten Orten, die in Karten als feste Punkte eingetragen sind.
Um den eigenen Standort mit einem Fahrzeug oder den Standort eines fremden beweglichen Objekts bestimmen zu können, werden Funkbaken eingesetzt. Der Sender der Funkbake befindet sich dann auf oder an diesem Objekt. Dessen Position wird durch Kreuzpeilung bestimmt oder bei bekannter Position der Bake(n) der eigene Standort bestimmt.

### Lokalisierung
Funkbaken werden an beweglichen Objekten oder an bekannten ortsfesten Referenzpunkten montiert. Mit Hilfe mehrerer Funkempfänger an bekanntem Ort kann die Position des bewegten Objekts oder des bewegten Funksenders zwischen den bekannten Orten bestimmt werden. Das Vermessen offenbart also den Standort des bewegten Objekts. Entsprechende Verfahren der Triangulation oder der Multilateration werden mit mobilen Funksystemen, wie RTLS-Technik, Bluetooth, aktiver RFID-Technik, Mobilfunk und Mobiltelefon unterstützt.

### Signalsteuerung
Bei der Bevorzugung von Bussen und Bahnen an Ampeln (Signalbevorrechtigung) werden Baken/Funk-Systeme eingesetzt, bei denen eine Infrarot-Sendebake einem speziellen Steuergerät im Fahrzeug das Nähern einer Gegenstation hinreichend weit vor der Ampel mitteilt und das Steuergerät im Fahrzeug daraufhin per Funk eine Grünphase für die eigene Fahrtrichtung und Fahrspur bei der Ampelsteuerung anfordert oder diese Grünphase direkt von der Gegenstation ausgelöst wird.

### Identifikation
Ein Bakensender kann eine bestimmte Codefolge aussenden, welche diesen Sender identifiziert. Im Freien kann die Reichweite auf den Nahbereich beschränkt oder auch für große Entfernungen ausgelegt sein. Durch Kreuzpeilung mit einer Richtantenne kann die Richtung zu diesem Sender bestimmt werden. Bei einfachen Lösungen in Gebäuden wird lediglich der radiale Abstand in bekannten Räumen geschätzt.

### Notfallsuche
Als Notfunkbake werden kleine Funksender für bewegliche Objekte und Fahrzeuge bezeichnet, deren Aussendungen im Notfall die Arbeiten von Such- und Rettungsdiensten erleichtern sollen. Diese Notfunkbaken senden ein Signal aus, sobald die Betriebs- oder Ruhelage verlassen wird oder sobald der Sender im Wasser treibt. Durch Kreuzpeilung von mindestens zwei Referenzpunkten kann das Objekt gefunden werden.
Funkbaken verwenden spezielle Funkfrequenzen, mit denen zum Beispiel eine Suche auch nach unter Lawinen Verschütteten möglich ist.
Unter Wasser ist keine Peilung mit Funk möglich, daher wird dort beispielsweise für die Suche nach einer Black Box zusätzlich eine Ultraschallbake verwendet.

### Nachführung
In der Satellitenfunktechnik ist die Funkbake (beacon) ein Signal, das vom Satelliten auf der sogenannten Bakenfrequenz ausgestrahlt und zur Identifizierung des Satelliten sowie zur Nachführung (englisch tracking) der Empfangsantennen genutzt wird.

### Ermittlung der Funk-Ausbreitungsbedingungen
Ausbreitungsbaken ermöglichen es kommerziellen wie nicht kommerziellen Funkdiensten, die Ausbreitung von Funkwellen zu beurteilen.